# 第36届大众电影百花奖
第36届大众电影百花奖是中国文学艺术界联合会、中国电影家协会和武汉市人民政府于2022年举办的群众性电影大奖，表彰2020年2月1日至2022年2月28日期间在中华人民共和国发行的优秀华语电影。2021年12月28日宣布在武汉举办，候选名单于2022年6月10日公布，提名名单2022年7月20日公布，颁奖典礼7月30日举行。
本届颁奖典礼将于湖北省武汉市举行。由于曾在2013年承办第29届中国电影金鸡奖，武汉成为中国唯一一个承办过金鸡奖和百花奖的双奖之城。

## 评选范围
取得国家电影局颁发的《电影片公映许可证》；在全国院线影院上映且票房不低于1000万元人民币的国产影片；在本届评奖周期（2020年2月1日至2022年2月28日两年度）内全国城市影院发行放映的国产影片。

## 评选流程
中国电影家协会委托中国电影发行放映协会属下骨干影院经理共100人组成第36届大众电影百花奖初选委员会，对符合参评条件的影片进行了网络投票，经奖组委会确认，产生本届百花奖15部候选影片。
从2022年6月10日起至7月10日为观众投票阶段。由组委会指定的选票统计中心统计出观众投票结果，评选出第36届大众电影百花奖各奖项的提名者。最佳候选者于7月30日颁奖典礼当晚由101名大众评审现场选出。

## 候选名单

### 影片奖候选名单（15部）
- 《1921》（票房5.03亿）
- 《中国医生》（票房13.28亿）
- 《长津湖》（票房57.72亿）
- 《白蛇2：青蛇劫起》（票房5.80亿）
- 《扬名立万》（票房9.19亿）
- 《夺冠》（票房8.36亿）
- 《守岛人》（票房1.37亿）
- 《我和我的父辈》（票房14.76亿）
- 《我的姐姐》（票房8.60亿）
- 《你好，李焕英》（票房54.13亿）
- 《奇迹·笨小孩》（票房13.79亿）
- 《金刚川》（票房11.22亿）
- 《狙击手》（票房6.08亿）
- 《送你一朵小红花》（票房11.96亿）
- 《悬崖之上》（票房11.90亿）

### 最佳编剧候选者（13组）
- 余曦、黄欣、赵宁宇《1921》
- 于勇敢《中国医生》
- 兰晓龙、黄欣《长津湖》
- 里八神、刘循子墨、张本煜、柯达《扬名立万》
- 张冀《夺冠》
- 陈力、丁涵、赵哲恩《守岛人》
- 俞白眉、张彦、李媛、何可可、徐峥、华玮琳、林炳宝《我和我的父辈》
- 游晓颖《我的姐姐》
- 贾玲、孙集斌《你好，李焕英》
- 周楚岑、修梦迪、文牧野、韩晓邯、钟伟《奇迹·笨小孩》
- 管虎、葛瑞、赵宁宇、张珂、京榆、高临阳《金刚川》
- 陈宇、张艺谋《狙击手》
- 全勇先、张艺谋《悬崖之上》

### 最佳导演候选者（13组）
- 黄建新、郑大圣《1921》
- 刘伟强《中国医生》
- 陈凯歌、徐克、林超贤《长津湖》
- 刘循子墨《扬名立万》
- 陈可辛《夺冠》
- 陈力《守岛人》
- 吴京、章子怡、徐峥、沈腾《我和我的父辈》
- 殷若昕《我的姐姐》
- 贾玲《你好，李焕英》
- 文牧野《奇迹·笨小孩》
- 管虎、郭帆、路阳《金刚川》
- 张艺谋、张末《狙击手》
- 张艺谋《悬崖之上》

### 最佳男主角候选者（13人）
- 吴京《长津湖》饰演 伍千里
- 沈腾《我和我的父辈》饰演 邢一浩
- 张译《悬崖之上》饰演 张宪臣
- 易烊千玺《奇迹·笨小孩》饰演 景浩
- 吴磊《我和我的父辈》饰演 马乘风
- 尹正《扬名立万》饰演 李家辉
- 刘烨《守岛人》饰演 王继才
- 张涵予《中国医生》饰演 张竞予
- 陈永胜《狙击手》饰演 大永
- 黄轩《1921》饰演 李达
- 黄渤《夺冠》饰演 陈指导
- 章宇《狙击手》饰演 刘文武
- 韩昊霖《我和我的父辈》饰演 赵晓东（童年）

### 最佳女主角候选者（12人）
- 贾玲《你好，李焕英》饰演 贾晓玲
- 张小斐《你好，李焕英》饰演 李焕英
- 张子枫《我的姐姐》饰演 姐姐安然
- 马丽《我和我的父辈》饰演 马黛玉
- 宋佳《我和我的父辈》饰演 韩婧雅
- 邓家佳《扬名立万》饰演 苏梦蝶
- 张天爱《我和我的父辈》饰演 大春子
- 宫哲《守岛人》饰演 王仕花
- 秦海璐《悬崖之上》饰演 王郁
- 袁泉《中国医生》饰演 文婷
- 倪妮《1921》饰演 王会悟
- 章子怡《我和我的父辈》饰演 母亲

### 最佳男配角候选者（27人）
- 易烊千玺《中国医生》饰演 杨小羊
- 王仁君《1921》饰演 毛泽东
- 艾伦《我和我的父辈》饰演 王明图父
- 田雨《奇迹·笨小孩》饰演 梁永诚
- 朱亚文《中国医生》饰演 陶峻 / 《长津湖》饰演 梅生 / 《悬崖之上》饰演 楚良
- 刘昊然《1921》饰演 刘仁静
- 李九霄《金刚川》饰演 张浩天
- 李乃文《悬崖之上》饰演 鲁明
- 李光洁《我和我的父辈》饰演 汪乃荣
- 李晨《中国医生》饰演 吴晨光
- 杨皓宇《长津湖》饰演 余从戎
- 肖央《我的姐姐》饰演 舅舅（武东风）
- 吴刚《夺冠》饰演 袁指导
- 余皑磊《悬崖之上》饰演 金志德
- 沈腾《你好，李焕英》饰演 沈光临
- 张本煜《扬名立万》饰演 齐乐山
- 陈明昊《扬名立万》饰演 陆子野
- 欧豪《中国医生》饰演 金仔 / 《我和我的父辈》饰演 小马
- 胡军《长津湖》饰演 雷公
- 柯达《扬名立万》饰演 陈小达
- 段奕宏《长津湖》饰演 谈子为
- 侯勇《守岛人》饰演 王长杰
- 倪大红《悬崖之上》饰演 高科长
- 黄轩《我和我的父辈》饰演 父亲
- 韩东君《长津湖》饰演 平河
- 喻恩泰《扬名立万》饰演 郑千里
- 魏晨《金刚川》饰演 闫瑞

### 最佳女配角候选者（10人）
- 朱媛媛《我的姐姐》饰演 姑妈（安蓉蓉）
- 刘佳《你好，李焕英》饰演 李焕英（中年）
- 刘浩存《悬崖之上》饰演 小兰
- 齐溪《奇迹·笨小孩》饰演 汪春梅
- 周也《中国医生》饰演 小文
- 飞凡《悬崖之上》饰演 小孟
- 冯文娟《中国医生》饰演 辛未
- 倪虹洁《我和我的父辈》饰演 苏婷
- 海清《我和我的父辈》饰演 成年妹妹
- 辣目洋子《我和我的父辈》饰演 李老师

### 最佳新人候选者（8人）
- 刘浩存《送你一朵小红花》饰演 马小远
- 任思诺《我和我的父辈》饰演 妹妹
- 陈哈琳《奇迹·笨小孩》饰演 景彤
- 周庆昀《我和我的父辈》饰演 王明图
- 洪烈《我和我的父辈》饰演 小小（童年）
- 秦霄贤《扬名立万》饰演 大海
- 袁近辉《我和我的父辈》饰演 哥哥
- 徐砡《守岛人》饰演 小宝

## 提名及得奖名单
下列之标记为该奖项之获奖者。
| 奖项       | 获奖者 | 开奖嘉宾/颁奖嘉宾 |
| ---------- | --- | ----------------- |
| 最佳影片   | - 《长津湖》 - 《你好，李焕英》（优秀影片） - 《奇迹·笨小孩》 - 《送你一朵小红花》 - 《中国医生》                                                                               | 明振江、陈宝国    |
| 最佳导演   | - 文牧野《奇迹·笨小孩》 - 陈凯歌、徐克、林超贤《长津湖》 - 贾玲《你好，李焕英》 - 刘伟强《中国医生》 - 刘循子墨《扬名立万》                                                     | 尹力、卢奇        |
| 最佳编剧   | - 里八神、刘循子墨、张本煜、柯达《扬名立万》 - 贾玲、孙集斌《你好，李焕英》 - 兰晓龙、黄欣《长津湖》 - 于勇敢《中国医生》 - 周楚岑、修梦迪、文牧野、韩晓邯、钟伟《奇迹·笨小孩》 | 王兴东、张光北    |
| 最佳男主角 | - 张译《悬崖之上》饰演张宪臣 - 刘烨《守岛人》饰演王继才 - 沈腾《我和我的父辈》饰演邢一浩 - 吴京《长津湖》饰演伍千里 - 易烊千玺《奇迹·笨小孩》饰演景浩                           | 颜丙燕、刘之冰    |
| 最佳女主角 | - 袁泉《中国医生》饰演文婷 - 邓家佳《扬名立万》饰演苏梦蝶 - 贾玲《你好，李焕英》饰演贾晓玲 - 张小斐《你好，李焕英》饰演李焕英 - 张子枫《我的姐姐》饰演姐姐（安然）              | 刘晓庆、孙维民    |
| 最佳男配角 | - 侯勇《守岛人》饰演王长杰 - 刘昊然《1921》饰演刘仁静 - 田雨《奇迹·笨小孩》饰演梁永诚 - 易烊千玺《中国医生》饰演杨小羊 - 朱亚文《长津湖》饰演梅生                               | 关晓彤、杜江      |
| 最佳女配角 | - 朱媛媛《我的姐姐》饰演姑妈（安蓉蓉） - 海清《我和我的父辈》饰演成年妹妹 - 刘佳《你好，李焕英》饰演中年李焕英 - 齐溪《奇迹·笨小孩》饰演汪春梅 - 周也《中国医生》饰演小文       | 李易峰、谭卓      |
| 最佳新人   | - 陈哈琳《奇迹·笨小孩》饰演景彤 - 秦霄贤《扬名立万》饰演大海 - 任思诺《我和我的父辈》饰演妹妹 - 徐砡《守岛人》饰演小宝 - 袁近辉《我和我的父辈》饰演哥哥                         | 吴军、朱一龙      |

## 表演节目
| 节目名                                       | 表演者                         | 备注                 |
| -------------------------------------------- | ------------------------------ | -------------------- |
| 京剧《定军山》选段、歌曲《刀马旦》           | 武汉楚剧院、李玟               |                      |
| 歌曲《映山红》（电影《闪闪的红星》插曲》）   | 常石磊、容祖儿                 |                      |
| 歌曲《夏天的电影》                           | 李宇春                         |                      |
| 歌曲《有你，就有世界》                       | 关晓彤、李治廷、黄明昊、谢可寅 |                      |
| 电影情景表演《春天花会开》《想看你笑的样子》 | 郭晓东、程莉莎、陈哈琳         | 演唱：张碧晨、任贤齐 |
| 歌曲《年轻人》                               | 张杰                           |                      |
| 歌曲《洪湖水，浪打浪》《我的祖国》           | 周深                           |                      |